# だいすき (岡村靖幸の曲)
「だいすき」は、岡村靖幸の8枚目のシングル。
1988年11月2日、EPIC/SONY RECORDSより発売された。

## 概要
前作「聖書」から僅か1ヶ月で発売。HONDA『NEW today』CF曲に使用された。CM使用分とは編曲異なる。MVは、山口美江がチョコレートを食べながら登場する女性の役を演じた。2015年にJ☆Dee'Zがカバー、シングルとして発表。C/W曲は2ndアルバム『DATE』からのリカット。

## 収録曲
| 全作詞・作曲: 岡村靖幸。 |                |          |            |          |
| #                        | タイトル       | 作詞     | 作曲・編曲 | 編曲     |
| 1.                       | 「だいすき」   | 岡村靖幸 | 岡村靖幸   | 岡村靖幸 |
| 2.                       | 「うちあわせ」 | 岡村靖幸 | 岡村靖幸   | 清水信之 |

## 収録アルバム
| 曲名       | 収録アルバム         | 備考                                                                    |
| ---------- | -------------------- | ----------------------------------------------------------------------- |
| だいすき   | 『靖幸』             |                                                                         |
| だいすき   | 『早熟』             |                                                                         |
| だいすき   | 『OH! ベスト』       |                                                                         |
| だいすき   | 『岡村ちゃん大百科』 |                                                                         |
| だいすき   | 『エチケット』       | ピンクジャケット盤、パープルジャケット盤共に収録 リアレンジ・バージョン |
| うちあわせ | 『DATE』             |                                                                         |